# La Cuadrilla

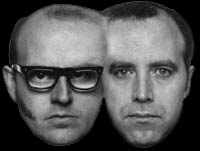
La Cuadrilla (Santiago Aguilar y Luis Guridi).

La Cuadrilla es el nombre con el que se le conoce a la dupla formada por los directores de cine madrileños Santiago Aguilar (1959) y Luis Guridi (1958).

## Historia
El binomio se conoce en 1979 mientras ambos estudian en la Facultad de Ciencias de la Información, forma grupo con Raúl Barbé (tercer miembro de La Cuadrilla) y comienza a filmar en súper 8 y, a partir de 1984, en 35 mm, con un equipo fijo de técnicos.
Lo que no resulta fijo es el nombre con el que firman sus cortos, que definen como “gamberradas de diversos géneros”.
Así, la Escuadrilla Lafayette rueda Cupido se enamora/cm. (1984); La Cuadrilla Doroteo Arango firma la fantasía mexicana Un gobernador huracanado/cm. (1985); la Cuadrilla Luisguridi realiza con Pez/cm. (1985) una historia del hombre-pecio...; la Escuadra Cobra hace una intriga masónica titulada Shh.../cm. (1986); el Escuadrón Soufflé realiza el homenaje a Mack Sennet Tarta-Tarta-Hey/cm. (1987) y la Escuadlilla Amalilla firma y rubrica La hija de Fu-Manchú ‘72/cm. (1990). Durante cuatro años escriben guiones de largos hasta que se les ofrece la oportunidad de rodar, ya sin Raúl Barbé, Justino, un asesino de la tercera edad (1994), filmado en super 16 mm, en blanco y negro y por menos de veinte millones, dando luz a una insólita historia negra que enlaza con sorprendente eficacia y sin guiños con el humor de Rafael Azcona y La Codorniz.
Su éxito les permite ganar el Premio Goya a la mejor dirección novel y rodar al año siguiente Matías, juez de línea (1996), segundo título de una anunciada trilogía, bautizada oficiosamente Café, copa y puro o España por la puerta de atrás, con la que se proponen explorar la vida de “personajes españoles de segunda fila, esos que salen de escena sin aplausos ni pitos”.
Culminan la trilogía con Atilano Presidente (1998).

## Filmografía

### Largometrajes
- Justino, un asesino de la tercera edad (1994)
- Matias, juez de línea (1996)
- Atilano Presidente (1998)

### Cortometrajes 35 mm (1994-1990)
- Cupido se enamora (1984)
- Un gobernador Huracanado (1985)
- Pez...(1985)
- Shh... (1986)
- Tarta tarta hey (1987)
- La hija de Fúmanchú 72 (1990)
- Justino se va de farra (1998)

### Cortometrajes Super 8
- Cerca de 35 cortometrajes rodados en formato super 8 entre los años 1985 y 1990

## Publicaciones
- LA CUADRILLA, Café, copa y puro, 20 ejemplares numerados e ilustrados a mano, edición de los autores, 1998.
- LA CUADRILLA, España por la puerta de atrás: Dos guiones escritos por La Cuadrilla.
- Justino, un asesino de la tercera edad / Matías, juez de línea. Mario Ayuso Editor, 1996.
- LA CUADRILLA, Café, copa y puro: La historia de La Cuadrilla tal como nosotros la recordamos, Madrid, Ocho y medio, Colección Fahrenheit 451, 2005.

## Premios
Medallas del Círculo de Escritores Cinematográficos
| Año  | Categoría         | Película                               | Resultado |
| ---- | ----------------- | -------------------------------------- | --------- |
| 1994 | Premio revelación | Justino, un asesino de la tercera edad | Ganadores |